# 卡罗尔·席曼诺夫斯基
卡罗尔·马切伊·席曼诺夫斯基（波蘭語：Karol Maciej Szymanowski，波蘭語發音：[ˈkarɔl ˈmat͡ɕɛj ʂɨmaˈnɔfskʲi]；1882年10月3日—1937年3月29日），波兰作曲家、钢琴演奏家。
席曼诺夫斯基早年作品受肖邦和斯克里亚宾的影响。1905年赴柏林学习，发起成立波兰青年音乐协会，创作了一些理查·斯特劳斯风格的作品，但未获认可。之后又转向印象主义风格。晚年任華沙蕭邦音乐学院院长，作品多采用民歌。
他的博物館位於波蘭扎科帕內。

## 评价
钢琴家阿图尔·鲁宾斯坦在自传作品《我的青年时代》中提到，他收到还是学生的席曼诺夫斯基的手稿——“我们确信会看到一个学童的幼稚的涂鸦。然而，一首前奏曲的头几个小节一弹，我们俩的惊讶就难以形容。这是大师谱写的音乐呀！我们热切地读完了所有的手稿，由于意识到我们正在发现一个伟大的波兰作曲家，我们就越发激动和兴奋！他的风格明显地受到肖邦的影响，曲式有些像斯克里亚宾，但是已经可以从旋律的线条和大胆、新颖的变调中感受到强有力的、且具有独创性的个性。”